# Benjamin Halevi

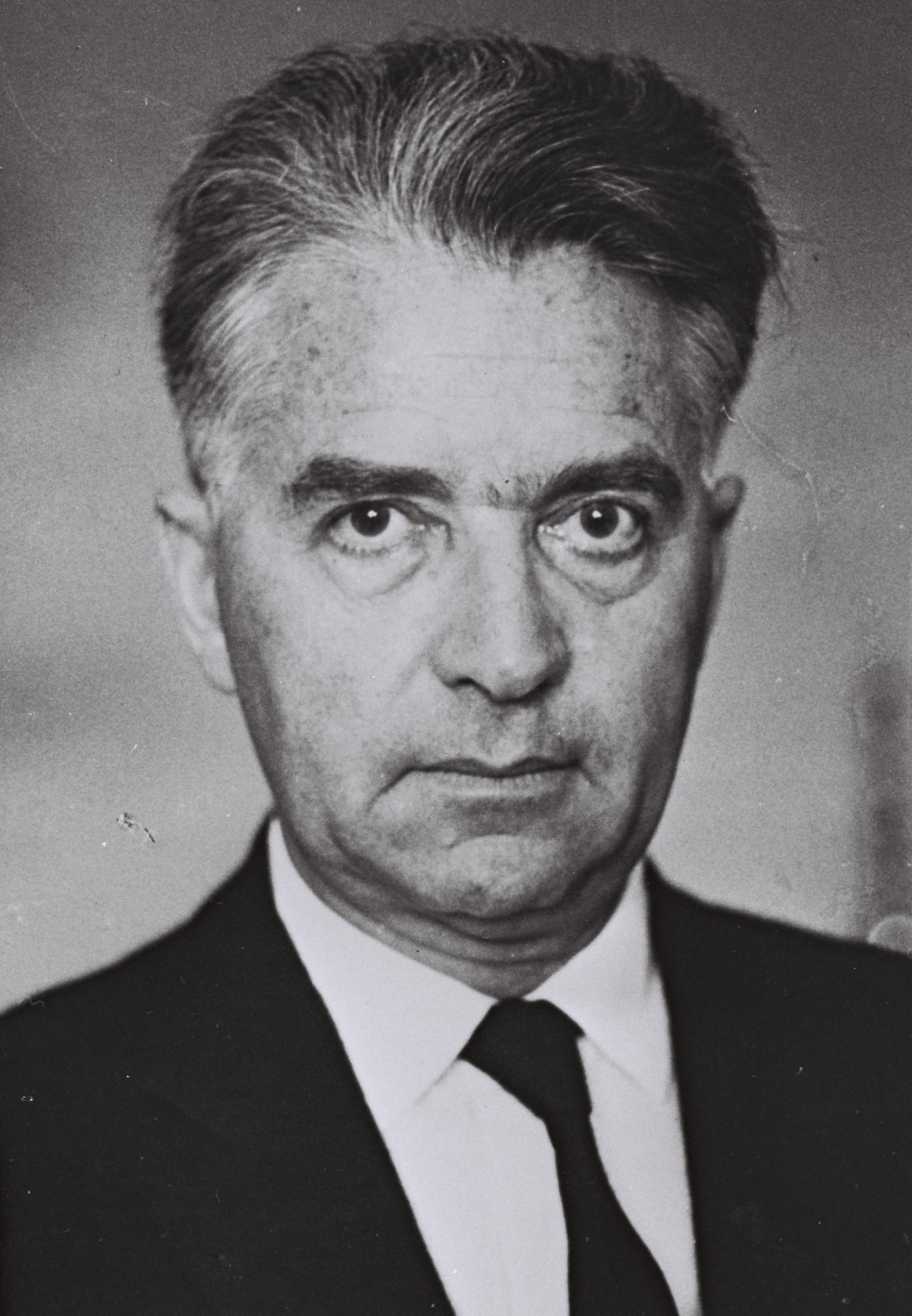
Benjamin Halevi, 1969

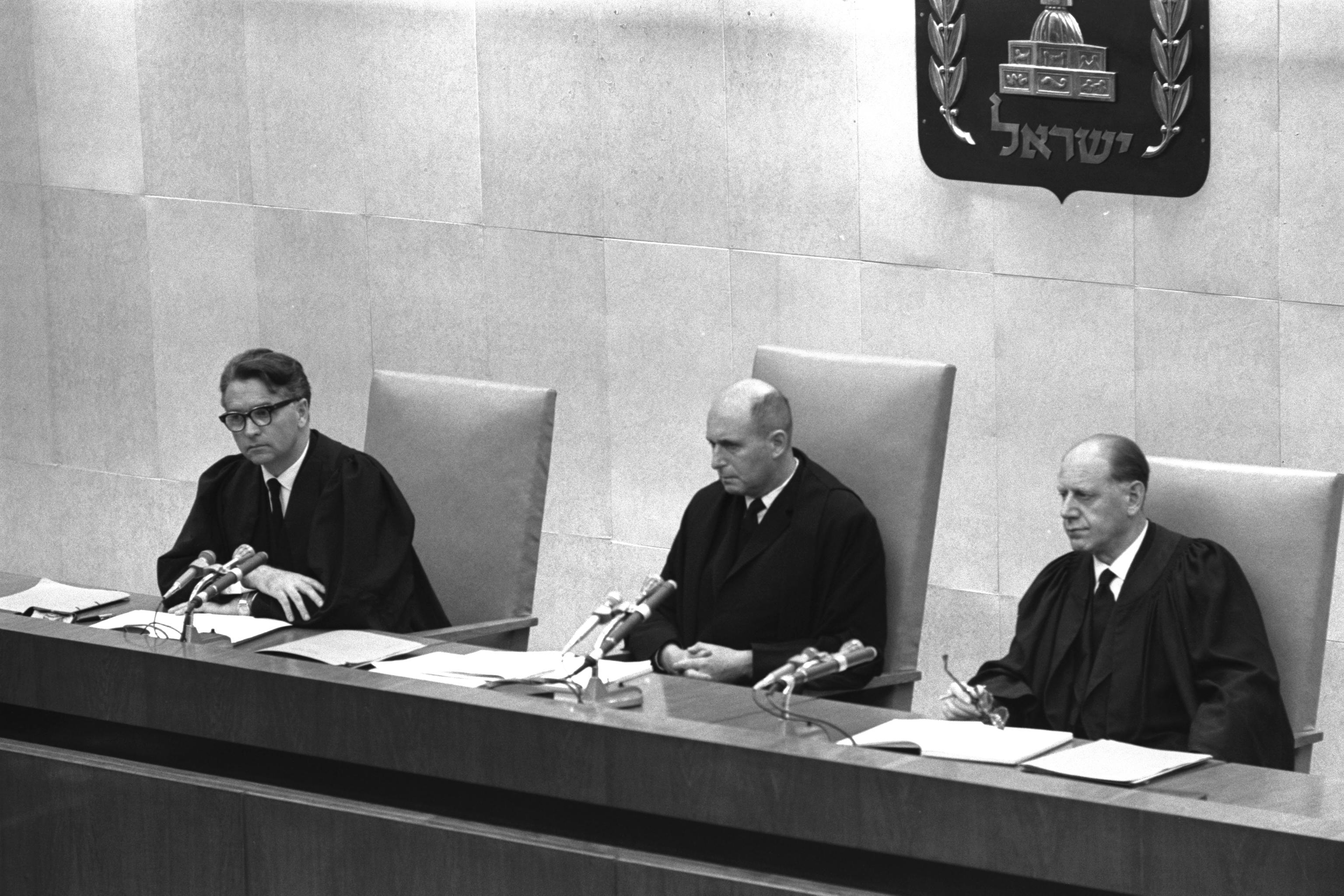
Halevi beim Eichmann-Prozess (links)

Benjamin Halevi (hebräisch בנימין הלוי‎;  * 6. Mai 1910 als Ernst Levi in Weißenfels; † 7. August 1996) war ein deutsch-israelischer Richter und Politiker.

## Leben
Ernst Levi war der Sohn eines Arztes, er besuchte das Reformrealgymnasium in Weißenfels. Er studierte in Freiburg, Göttingen und Berlin. 1933 wurde er in Berlin bei Martin Wolff und Fritz Schulz mit magna cum laude promoviert. Im gleichen Jahr wanderte er nach Palästina aus, wo er zunächst im Kibbuz Degania B arbeitete. 1938 wurde Benjamin Halevi, wie Levi nun hieß, von der britischen Mandatsregierung als erster jüdischer Einwanderer aus Deutschland zum Amtsrichter (Magistrate Judge) in Jerusalem ernannt. 1948 wurde er Präsident des Jerusalemer Bezirksgerichts und 1963 Mitglied des Obersten Gerichts.
1955 führte Halevi den Vorsitz im „Kasztner-Verfahren“: Dem früheren Vorsitzenden des jüdischen „Komitees für Hilfe und Rettung“ in Budapest, Rudolf Kasztner, war 1952 in einem Zeitungsartikel Kollaboration mit den Nationalsozialisten und eine Mitschuld am Tod vieler Juden vorgeworfen worden. Kasztner strengte einen Verleumdungsprozess an. Halevi stellte in seinem Urteil allerdings fest, dass Kasztner „seine Seele dem Teufel verkauft“ habe. Das Urteil wurde später aufgehoben.
Neben Moshe Landau und Yitzhak Raveh war Halevi 1961 Mitglied des Spruchkörpers, der erstinstanzlich im Verfahren gegen den SS-Obersturmbannführer Adolf Eichmann wegen millionenfachen Mordes zu entscheiden hatte.

## Politische Laufbahn
1969 wurde Halevi Mitglied der Knesset für die konservativ-nationalistische Cherut. 1973 wurde er für den Likud, in dem die Cherut aufgegangen war, wiedergewählt. Später verließ er die Partei und war fraktionsloser Abgeordneter. 1977 trat er für die Dasch-Liste an, nach deren Zerfall war er wiederum unabhängiges Knesset-Mitglied. Zwischen 1977 und 1981 fungierte er zudem als stellvertretender Parlamentspräsident.

## Privates
Benjamin Halevi war mit Chemda Luba Halevi, geborene Ziman (gestorben 1990), verheiratet. Aus der Ehe gingen zwei Kinder hervor. Nach dem Tod seiner ersten Frau heiratete Halevi erneut.

## Sonstiges
1977 besuchte Halevi privat Weißenfels. Heute erinnert dort ein Straßenname an ihn.

## Schriften (Auswahl)
- Ernst Levi: Die Wirkungen des Widerspruchs gegen die Richtigkeit des Grundbuchs. Hochschulschrift, Berlin 1933.[6]